# Gouverneurswahlen im Unity State 2010
Die Gouverneurswahlen im Unity State 2010 (Unity State gubernatorial election) fanden im damalige Bundesstaat Unity State des Sudan am 11. bis 15. April 2010 statt, zusammen mit den Sudanese General Elections. Dabei sollte der Gouverneur des Unity State in Southern Sudan Autonomous Region gewählt werden. Der Amtsinhaber, Gouverneur Taban Deng Gai, wurde wieder gewählt. Sechs weitere Kandidaten, inklusive Angelina Teny, die eigens aus dem Sudan People’s Liberation Movement (SPLM) ausgetreten war um bei der Wahl antreten zu können, wurden besiegt.
Nach der Wahl veröffentlichten die besiegten Kandidaten eine gemeinsame Erklärung, in welcher sie die Wahlergebnisse für nichtig erklärten, da sie die Wahl als manipuliert ansahen. Sie forderten eine Untersuchung durch die Nationale Wahlkommission. Angelina Teny sagte sie würde die Ergebnisse weder akzeptieren noch anerkennen.
Angelina Teny berichtete von zahlreichen Irregularitäten, unter anderem dem Hinauswurf von Wahlbeobachtern, fehlenden Wahlurnen, Stimmenauszählungen über die Zahl der registrierten Stimmberechtigten hinaus und anderes.
Ihr Wahlkampfleiter wurde inhaftiert, als er und weitere Teammitglieder versuchten zum Büro des State High Elections Committee zu gelangen.
Die Polizei erschoss zwei Personen und vier weitere wurden verletzt, als die Polizei in Bentiu, der Hauptstadt des Bundesstaates, das Feuer auf eine Gruppe von Demonstranten eröffnete.
Angelina Teny rief ihre Unterstützer auf, ruhig zu bleiben und Gewalt zu vermeiden, was im Unity State viel zu häufig vorkam. Unity State ist das wichtigste Gebiet für Ölproduktion im Südsudan.

## Ergebnisse
| Kandidat       | Unterstützerparteien                                                        | Unterstützerparteien                                                        | Stimmen | Anteil   |
| -------------- | --------------------------------------------------------------------------- | --------------------------------------------------------------------------- | ------- | -------- |
| Taban Deng Gai | Sudan People’s Liberation Movement (SPLM)                                   | Sudan People’s Liberation Movement (SPLM)                                   | 137.662 | 61,69 %  |
| Angelina Teny  | unabhängig                                                                  | unabhängig                                                                  | 63.561  | 28,48 %  |
|                | Nationale Kongresspartei                                                    | Nationale Kongresspartei                                                    | 9.429   | 4,23 %   |
|                | unabhängig                                                                  | unabhängig                                                                  | 3.718   | 1,66 %   |
|                | National Democratic Front (Sudan)                                           | National Democratic Front (Sudan)                                           | 3.295   | 1,48 %   |
|                | Democratic Forum for Southern Sudan                                         | Democratic Forum for Southern Sudan                                         | 3.262   | 1,46 %   |
|                | Sudan People’s Liberation Movement for Democratic Change التغيير الديمقراطي‎ | Sudan People’s Liberation Movement for Democratic Change التغيير الديمقراطي‎ | 2.230   | 0,99 %   |
| Summe          | Summe                                                                       |                                                                             | 223.157 | 100,00 % |